# Antončič
Antončič je priimek v Sloveniji, ki ga je po podatkih Statističnega urada Republike Slovenije na dan 1. januarja 2010 uporabljalo  258 oseb in je med vsemi priimki po pogostosti uporabe uvrščen na 1.600. mesto. 

## Znani nosilci priimka
- Borut Antončič (um.i. Bort Ross), glasbeni producent, pevec in besedilopisec; kasač
- Boštjan Antončič (*1967), jadralec, ekonomist in podjetnik, univ. prof.
- Boštjan Antončič (*1980), plesalec in koreograf
- Emica Antončič (*1958), literarna zgodovinarka
- Lojze Antončič (1929-2014), ekonomist, aktivist civilnega gibanja za preprečevanje srčnožilnih bolezni
- Luka Antončič, sabljač
- Maja Antončič (*1983), kustosinja sodobne umetnosti (Celeia)
- Vojko Antončič (*1946), sociolog, računski sodnik